# Empis coracina
Empis coracina är en tvåvingeart som beskrevs av Mario Bezzi 1909. Empis coracina ingår i släktet Empis och familjen dansflugor. Inga underarter finns listade i Catalogue of Life.